# Río Alto
El Alto es un pequeño río del municipio de Póvoa de Varzim, en Portugal, que nace en la falda del monte de São Félix (freguesia de Laundos), y desemboca en la freguesia de Estela.
La desembocadura del Río Alto, repleta de formaciones dunares, es una de las principales áreas de ocio de Póvoa de Varzim, con campo de golf (Estela Golf Club), hoteles, el Parque de Campismo del Río Alto y zona para carreras de galgos.
Los monjes del monasterio de Tibães modificaron la geografía de alrededor del río hace siglos, al plantar un pinar y haber proyectado la agricultura en las dunas —las masseiras, que áun hoy son características del norte del concelho de Póvoa de Varzim.
El Campo de golf de Estela se extiende al inmediatamente junto a la playa, en las dunas del Río Alto. Este campo de golf es del tipo link, o sea, se encuentra junto al mar. Tiene poca vegetación y un terreno muy arenoso, con 18 agujeros y 6.129 metros de largo.
La Playa del Río Alto, donde desemboca el río, suele ser una zona frecuentada por naturistas, ya que es una playa aislada, tranquila y protegida por dunas. 
Cubierta por las dunas del Río Alto, fue descubierta a comienzos del siglo XX una villa romana, la Villa Mendo, donde se hallaron ruinas y objetos, entre los cuales se encontraban varias piezas de joyería en buen estado de conservación.
El Proyecto Futuro Sustentável del Grande Porto, prevé en una fase futura, la recalificación de los márgenes del río y la construcción de una vía ciclista, la Ciclovia Praia do Rio Alto - Monte de São Félix, bordeando toda la extensión del río.